# اقتصاد آنارشیستی
اقتصاد آنارشیستی مجموعه نظریه‌های اقتصادی و فعالیت اقتصادی درون فلسفهٔ سیاسی آنارشیسم است.

## نظام‌های اقتصادی نظری

### نظام‌های اقتصادی نظری کلاسیک
از نظر تاریخی و نظری، مکاتب آنارشیست کلاسیک -ایجاد شده در قرن نوزدهم- و پسا کلاسیک -ایجاد شده در قرن بیستم و بعدتر- وجود دارند.

#### میوچوآلیسم
میوچوآلیسم یک مکتب اندیشه آنارشیستی است که می‌توان رد آن را در نوشته‌های پیر-ژوزف پرودون دید، کسی که جامعه را جایی می‌دانست که هر نفر می‌تواند مالک یک ابزار تولید باشد، خواه به‌طور فردی یا جمعی، و تجارت را نشان دهندهٔ مقادیر معادلی از کار در یک بازار آزاد می‌دانست. جزئی از این طرح، ایجاد یک بانک اعتباری-متقابلی بود که به تولیدکنندگان تنها به حدی که هزینه‌های امور اداری را پوشش بدهد با نرخی کمین وام دهد. میوچوآلیسم مبتنی بر نظریه ارزش کار است که طبق آن وقتی کار یا محصولش فروخته شود، در عوض باید کالا یا خدماتی دریافت کند که معادل «مقدار کار لازم برای تولید کالایی با کاربرد دقیقاً مشابه و برابر» باشد.

### نظام‌های اقتصادی نظری پسا کلاسیک

#### اقتصاد مشارکتی
اقتصاد مشارکتی نظام اقتصادی است که توسط مایکل آلبرت و رابین هنل پیشنهاد شده‌است. این نظام از تصمیم‌گیری مشارکتی به عنوان سازوکاری اقتصادی برای هدایت تولید، مصرف و تخصیص منابع در یک جامعه استفاده می‌کند. این نظام که به عنوان رقیبی برای سرمایه‌داری بازار آزاد و نیز سوسیالیسم با برنامه‌ریزی مرکزی پیشنهاد شده، یک «بینش اقتصادی آنارشیستی» توصیف شده و می‌توان آن را نوعی سوسیالیسم در نظر گرفت که ابزارهای تولید در مالکیت کارگران هستند.

#### آنارکو-کاپیتالیسم
آنارکو-کاپیتالیسم خواهان محو دولت و جایگزینی خویش فرمانی در یک بازار آزاد است. در یک جامعهٔ آنارکو-کاپیتالیستی پلیس، دادگاه‌ها و همهٔ دیگر خدمات امنیتی توسط رقیب‌های با بودجهٔ خصوصی تأمین می‌شود تا از طریق مالیات و پول به‌طور خصوصی و آزادانه در بازاری آزاد فراهم می‌شود.